# Межиситівська сільська рада
| Межиситівська сільська рада — колишня адміністративно-територіальна одиниця та орган місцевого самоврядування у Ратнівському районі Волинської області з адміністративним центром у с. Межисить. Припинила існування 17 травня 2017 року через об'єднання в Самарівську сільську громаду Волинської області. Натомість утворено Межиситівський старостинський округ при Самарівській сільській громаді. Сільській раді підпорядковувались населені пункти: - с. Межисить - с. Бродятине - с. Залисиця |

## Склад ради
Рада складалась з 15 депутатів та голови.

### Керівний склад ради
| ПІБ                            | Основні відомості                                                               | Дата обрання | Дата звільнення |
| ------------------------------ | ------------------------------------------------------------------------------- | ------------ | --------------- |
| Приймачук Володимир Андрійович | Сільський голова, 1969 року народження, освіта, безпартійний                    | 26.03.2006   | 31.10.2010      |
| Приймачук Володими Андрійович  | Сільський голова, 1969 року народження, освіта середня спеціальна, безпартійний | 31.10.2010   |                 |

Примітка: таблиця складена за даними джерела

## Населення
За переписом населення України 2001 року в сільській раді мешкало 866 осіб.

### Мова
Розподіл населення за рідною мовою за даними перепису 2001 року:
| Мова       | Відсоток |
| ---------- | -------- |
| українська | 99,54 %  |
| російська  | 0,34 %   |
| білоруська | 0,11 %   |